# St. Jakobi (Braunschweig)

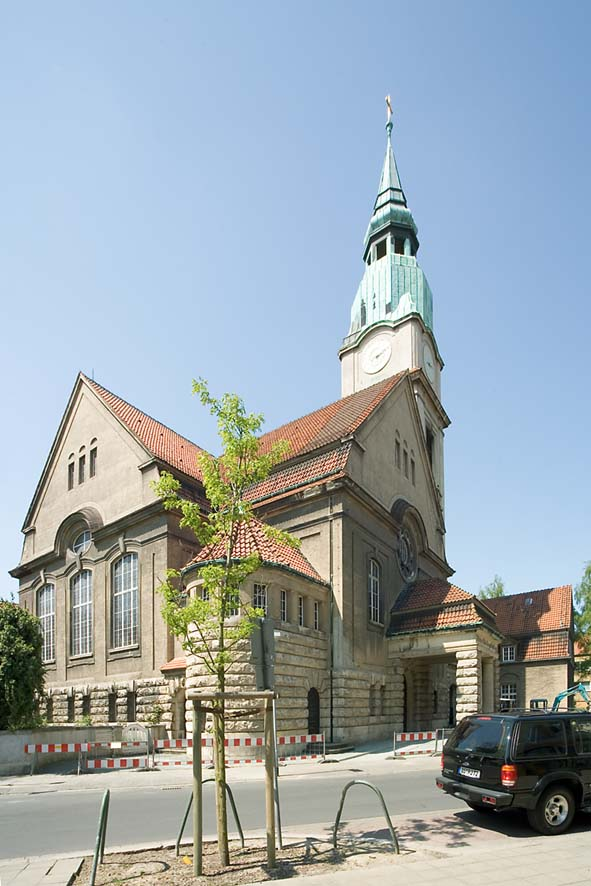
Die Jakobikirche

Die Kirche St. Jakobi in Braunschweig befindet sich an der Goslarschen Straße im Westlichen Ringgebiet. Die evangelische Kirche im historistischen Neobarock-Stil wurde zwischen 1909 und 1911 erbaut und 1911 eingeweiht. Die Jakobikirche wird auch regelmäßig für Veranstaltungen, wie beispielsweise Konzerte, genutzt.

## Architektur
Die Kirche wurde im Stil des süddeutschen Barock errichtet, enthält jedoch schon Züge der Moderne und enthält auch Jugendstileinflüsse. Dieser Übergang des späten Historismus zur Moderne wird als Reformarchitektur bezeichnet. Die Jakobikirche wurde nach einem Entwurf der Berliner Architekten Johannes Kraaz und Hermann Fleck errichtet, die 1908 nach einem Architekturwettbewerb den Auftrag für einen Entwurf erhalten hatten. Die Kirche wurde mit dem Pfarr- und Gemeindehaus als zusammenhängende Gebäudegruppe errichtet.
Der Großteil der Kirchen im Braunschweiger Stadtgebiet, sowie weitere Stadtkirchen im Ringgebiet, sind im gotischen bzw. neogotischen Stil gestaltet. Seit der Zerstörung der barocken Nicolaikirche im Jahr 1944 nimmt die Jakobikirche durch ihre seltene Architektur in Braunschweig eine besondere Stellung ein.
Der Turm der Jakobikirche ist 59 Meter hoch. Somit ist sie die vierthöchste Kirche in Braunschweig, nach der Andreaskirche, der Katharinenkirche und der Petrikirche. Die Spitze des Turmes befindet sich auf einer Höhe von 135 Metern über dem Meeresspiegel.

## Geschichte
Die evangelische Kirchengemeinde St. Jakobi wurde 1904 infolge der gründerzeitlichen Stadterweiterung gegründet. 1909 begann die Gemeinde mit dem Bau ihrer Kirche. Die Jakobikirche wurde am 17. April 1911, einem Ostermontag, eingeweiht. Die Feierlichkeiten fanden in Anwesenheit von Prinz Johann Albrecht von Mecklenburg, dem damaligen Regenten des Herzogtums Braunschweig, statt. Am 7. Mai 1922 erfolgte die Glockenweihe in der Kirche. Das Geläut besteht aus den Glocken a′, g′ und e′. Täglich um 12 und 18 Uhr erklingt Glocke I, am Sonnabend wird der Sonntag mit allen Glocken eingeläutet. Eine halbe Stunde vor dem Gottesdienst läutet Glocke III, eine Viertelstunde vorher Glocke III und II, fünf Minuten vorher das Plenum.
Mit der Anstellung eines zweiten Pfarrers bei St. Jakobi wurde die Jakobigemeinde während des Stadtkirchentages am 28. Juni 1934 in zwei Pfarrbezirke aufgeteilt.
In den 1960er Jahren wurde die Kirche renoviert. Die Arbeiten wurden am 5. November 1961 beendet. Am 22. März 1970 wurde eine neue Orgel eingeweiht.
Am Ostermontag, dem 25. April 2011, feierte die Jakobigemeinde den 100. Geburtstag der Jakobikirche.

## Orgel
Die Kirche erhielt 1911 eine Orgel von Furtwängler & Hammer aus Hannover (opus 691). Dieses Instrument enthielt 30 Stimmen und eine Transmission, hinzu kamen vier Oktavkoppeln, es verfügte über pneumatische Taschenladen. 1944 erfolgte eine erste Dispositionsänderung, 1948 änderte Franz Dutkowski die ursprünglich romantische Disposition endgültig in eine neobarocke mit 33 Registern plus eine Transmission.
Die veränderte Furtwängler & Hammer-Orgel wurde 1970 durch einen Neubau durch Friedrich Weißenborn hinter dem historischen Prospekt aus der Erbauungszeit der Kirche ersetzt. Von der alten Orgel sind, soweit bekannt, keine Elemente übernommen, wenngleich die Dispositionsähnlichkeit dies nahelegen würde. Hauptwerk und Schwellwerk stehen hintereinander (das SW leicht erhöht) in der Mitte, das Pedal in C- und Cis-Seite geteilt außen. 2007 wurde die Orgel durch Florian Fay instand gesetzt. Sie verfügt über mechanische Spiel- und elektrische Registertraktur.
| I Hauptwerk C–g3 |       |
| Quintadena       | 16′   |
| Prinzipal        | 8′    |
| Koppelflöte      | 8′    |
| Octave           | 4′    |
| Rohrflöte        | 4′    |
| Nasat            | 2 ⁄3′ |
| Superoktave      | 2′    |
| Großmixtur V     |       |
| Kleinmixtur IV   |       |
| Trompete         | 8′    |

| II Schwellwerk C–g3 |       |
| Gemshorn            | 8′    |
| Gedackt             | 8′    |
| Prinzipal           | 4′    |
| Nachthorn           | 4′    |
| Waldflöte           | 2′    |
| Spillpfeife         | 1 ⁄3′ |
| Sesquialtera II     |       |
| Scharfcymbel IV     |       |
| Dulzian             | 16′   |
| Krummhorn           | 8′    |
| Tremulant           |       |

| Pedal C–f1      |     |
| Subbass         | 16′ |
| Prinzipal       | 8′  |
| Pommer          | 8′  |
| Oktave          | 4′  |
| Hörnlein II     |     |
| Hintersatz IV–V |     |
| Posaune         | 16′ |
| Trompete        | 8′  |
| Clairon         | 4′  |

- Koppeln: II/I, I/P, II/P (als Tritte und Schalter)
- Spielhilfen: zwei freie Kombinationen, Handregister, Plenum, Einzelabsteller Zungen, Tutti